# Верхняцька селищна рада
Верхня́цька се́лищна ра́да — колишня  адміністративно-територіальна одиниця та орган місцевого самоврядування у Христинівському районі Черкаської області. Адміністративний центр — селище міського типу Верхнячка.

## Загальні відомості
- Населення ради: 4 291 особа (станом на 2001 рік)

## Населені пункти
Селищній раді були підпорядковані населені пункти:
- смт Верхнячка

## Склад ради
Рада складалась з 22 депутатів та голови.
- Голова ради: Дорошенко Богдан Вікторович

### Керівний склад попередніх скликань
| Прізвище, ім'я, по батькові   | Основні відомості                                                            | Дата обрання | Дата звільнення |
| ----------------------------- | ---------------------------------------------------------------------------- | ------------ | --------------- |
| Куркін Віктор Олександрович   | Селищний голова, 1956 року народження, член Народної партії                  | 26.03.2006   | 31.10.2010      |
| Наконечний Микола Миколайович | Селищний голова, 1982 року народження, освіта вища, член партії Єдиний Центр | 31.10.2010   | 25.05.2014      |
| Дорошенко Богдан Вікторович   | Селищний голова, 1976 року народження, освіта вища, безпартійний             | 25.10.2015   | 25.10.2020      |

Примітка: таблиця складена за даними сайту Верховної Ради України та ЦВК

### Депутати VII скликання
За результатами місцевих виборів 2015 року депутатами ради стали:

#### За суб'єктами висування
| Суб'єкт висування      | Кількість обраних депутатів | %     |
| ---------------------- | --------------------------- | ----- |
| Самовисування          | 21                          | 95.45 |
| Аграрна партія України | 1                           | 4.55  |

#### За округами
| № округу | Прізвище, ім'я, по батькові     | Ким висунуто           | Дата нар.  | Освіта           | Партійна приналежність                                      | Відомості                                       |
| -------- | ------------------------------- | ---------------------- | ---------- | ---------------- | ----------------------------------------------------------- | ----------------------------------------------- |
| 1        | Ганич Наталія Василівна         | Самовисування          | 09.04.1964 | загальна середня | безпартійна                                                 | Верхняцька селищна рада, секретар               |
| 2        | Кизчук Анатолій Феодосійович    | Самовисування          | 02.09.1954 | загальна середня | безпартійний                                                | СТОВ «Верхнячка-Агро», механік                  |
| 3        | Грушовенко Григорій Петрович    | Аграрна партія України | 18.09.1950 | вища             | член Аграрної партії України                                | СТОВ «Верхнячка-Агро», член ради директорів     |
| 4        | Передрій Віктор Миколайович     | Самовисування          | 05.08.1961 | загальна середня | безпартійний                                                | СТОВ «Верхнячка-Агро», ветлікар                 |
| 5        | Гопанюк Павліна Петрівна        | Самовисування          | 11.02.1955 | вища             | безпартійна                                                 | Верхняцька ЗОШ № 1, учитель                     |
| 6        | Ковальська Ніна Яківна          | Самовисування          | 15.03.1961 | вища             | безпартійна                                                 | пенсіонер                                       |
| 7        | Мельник Світлана Анатоліївна    | Самовисування          | 07.01.1975 | загальна середня | безпартійна                                                 | Верхняцька селищна рада, бухгалтер              |
| 8        | Вишнивенко Анатолій Миколайович | Самовисування          | 08.02.1971 | загальна середня | безпартійний                                                | СВК «Екопродукт», голова СВК                    |
| 9        | Петрюк Вікторія Станіславівна   | Самовисування          | 27.11.1971 | загальна середня | безпартійна                                                 | підприємець                                     |
| 10       | Кальніцький Вадим Володимирович | Самовисування          | 25.01.1976 | загальна середня | безпартійний                                                | Моторвагонне ДЕПО ст. Христинівка, оператор     |
| 11       | Мальська Галина Михайлівна      | Самовисування          | 16.10.1956 | загальна середня | безпартійна                                                 | СТОВ «Верхнячка-Агро», інспектор відділу кадрів |
| 12       | Любченко Сергій Володимирович†  | Самовисування          | 29.06.1970 | загальна середня | безпартійний                                                | тимчасово не працює                             |
| 13       | Ворожко Світлана Павлівна       | Самовисування          | 01.05.1971 | вища             | безпартійна                                                 | Верхняцька ДСС, науковий співробітник           |
| 14       | Крук Світлана Станіславівна     | Самовисування          | 10.12.1971 | загальна середня | безпартійна                                                 | тимчасово не працює                             |
| 15       | Овчарук Сергій Станіславович    | Самовисування          | 20.03.1967 | вища             | безпартійний                                                | ПАТ «Київгаз», заступник голови правління       |
| 16       | Ковтун Олена Анатоліївна        | Самовисування          | 09.07.1987 | вища             | член політичної партії Всеукраїнське об'єднання «ЧЕРКАЩАНИ» | тимчасово не працює                             |
| 17       | Остапенко Світлана Григорівна   | Самовисування          | 15.10.1967 | вища             | безпартійна                                                 | Верхняцька ЗОШ № 1, учитель                     |
| 18       | Кроник Наталія Станіславівна    | Самовисування          | 24.10.1973 | загальна середня | безпартійна                                                 | підприємець                                     |
| 19       | Керез Олександр Миколайович     | Самовисування          | 06.02.1968 | загальна середня | безпартійний                                                | УПЦ Київського патріархату, священик            |
| 20       | Баул Микола Васильович          | Самовисування          | 17.08.1942 | загальна середня | безпартійний                                                | пенсіонер                                       |
| 21       | Баліцький Олександр Михайлович  | Самовисування          | 22.09.1981 | вища             | безпартійний                                                | тимчасово не працює                             |
| 22       | Жовноватюк Лариса Аркадіївна    | Самовисування          | 07.02.1970 | загальна середня | безпартійна                                                 | ТОВ ЕіМ «Красива земля», бухгалтер              |

### Депутати VI скликання
За результатами місцевих виборів 2010 року депутатами ради стали:

#### За суб'єктами висування
| Суб'єкт висування            | Кількість обраних депутатів | %    |
| ---------------------------- | --------------------------- | ---- |
| Самовисування                | 13                          | 50   |
| Народна партія               | 4                           | 15,4 |
| Аграрна партія України       | 3                           | 11,5 |
| Партія регіонів              | 2                           | 7,7  |
| Соціалістична партія України | 2                           | 7,7  |
| Комуністична партія України  | 1                           | 3,8  |
| Партія захисників Вітчизни   | 1                           | 3,8  |

#### За округами
| № округу                     | Прізвище, ім'я, по батькові           | Дата визнання обраним | Освіта             | Партійна приналежність             | Відомості про обраного депутата                             |
| ---------------------------- | ------------------------------------- | --------------------- | ------------------ | ---------------------------------- | ----------------------------------------------------------- |
| Аграрна партія України       |                                       |                       |                    |                                    |                                                             |
| 2                            | Кизчук Анатолій Феодосійович          | 01.11.2010            | середня            | член Аграрної партії України       | СТОВ «Верхнячка — Агро», заступник директора                |
| 3                            | Ганич Олексій Андрійович              | 01.11.2010            | середня спеціальна | член Аграрної партії України       | СТОВ «Верхнячка — Агро», зав. гаража                        |
| 8                            | Шклярук Олександр Михайлович          | 01.11.2010            | середня            | член Аграрної партії України       | СТОВ «Верхнячка-Агро», зав. фермою                          |
| Комуністична партія України  |                                       |                       |                    |                                    |                                                             |
| 5                            | Дорошенко Іван Остапович              | 01.11.2010            | середня            | член Комуністичної партії України  | пенсіонер                                                   |
| Народна Партія               |                                       |                       |                    |                                    |                                                             |
| 1                            | Мельник Світлана Анатоліївна          | 01.11.2010            | середня спеціальна | член Народної партії               | Верхняцька селищна рада, бухгалтер                          |
| 13                           | Мальська Галина Михайлівна            | 01.11.2010            | середня спеціальна | член Народної партії               | СТОВ «Верхнячка-Агро», інспектор кадрів                     |
| 15                           | Ганич Наталія Василівна               | 01.11.2010            | середня спеціальна | член Народної партії               | Верхняцька селищна рада., секретар                          |
| 20                           | Усатий Анатолій Григорович            | 01.11.2010            | середня спеціальна | член Народної партії               | СТОВ «Верхняка — Агро», механізатор                         |
| Партія захисників Вітчизни   |                                       |                       |                    |                                    |                                                             |
| 18                           | Коренюк Валентина Степанівна          | 01.11.2010            | вища               | член Партії захисників Вітчизни    | пенсіонер                                                   |
| Партія регіонів              |                                       |                       |                    |                                    |                                                             |
| 7                            | Цибенко Валерій Степанович            | 01.11.2010            | середня спеціальна | член Партії регіонів               | пенсіонер                                                   |
| 19                           | Терещук Віктор Михайлович             | 01.11.2010            | вища               | член Партії регіонів               | СТОВ «Верхняка-Агро», інженер                               |
| Соціалістична партія України |                                       |                       |                    |                                    |                                                             |
| 9                            | Рудь Наталія Федорівна                | 01.11.2010            | вища               | член Соціалістичної партії України | Верхняцька середня школа № 1, вчитель                       |
| 21                           | Ступак Ірина Миколаївна               | 01.11.2010            | вища               | член Соціалістичної партії України | Верхняцька середня школа № 1, вчитель                       |
| Самовисування                |                                       |                       |                    |                                    |                                                             |
| 4                            | Передрій Віктор Миколайович           | 01.11.2010            | середня спеціальна | позапартійний                      | Фермерське господарство «Базис», ветеринар                  |
| 6                            | Штельмах Сергій Олександрович         | 01.11.2010            | середня спеціальна | позапартійний                      | Верхняцька середня школа № 2, вчитель                       |
| 10                           | Скоробрещук Василь Васильович         | 01.11.2010            | середня            | позапартійний                      | тимчасово не працює                                         |
| 11                           | Скоробрещук Ольга Миколаївна          | 01.11.2010            | вища               | позапартійна                       | підприємець                                                 |
| 12                           | Олінович Борис Іванович               | 01.11.2010            | середня            | позапартійний                      | ТОВ «Елітпродукт», механізатор                              |
| 14                           | Любченко Сергій Володимирович         | 01.11.2010            | середня            | позапартійний                      | пенсіонер                                                   |
| 16                           | Кропивницький Володимир Броніславович | 01.11.2010            | вища               | позапартійний                      | Верхняцька середня школа № 1, вчитель                       |
| 17                           | Овчарук Сергій Станіславович          | 01.11.2010            | вища               | позапартійний                      | об'єднання «Правовий захист», голова                        |
| 22                           | Тимошенко Василь Володимирович        | 01.11.2010            | вища               | позапартійний                      | Інформаційний центр сприяння розвитку підприємництва, юрист |
| 23                           | Поліщук Наталія В'ячеславівна         | 01.11.2010            | вища               | позапартійна                       | Христинівський відділ освіти, методист                      |
| 24                           | Терещук Наталія Анатоліївна           | 01.11.2010            | середня спеціальна | позапартійна                       | продавець                                                   |
| 25                           | Жовноватюк Лариса Аркадіївна          | 01.11.2010            | вища               | позапартійна                       | тимчасово не працює                                         |
| 26                           | Соловей Олег Богданович               | 01.11.2010            | вища               | позапартійний                      | підприємець                                                 |